# Юденич, Нина Николаевна
Нина Николаевна Юденич (бел. Ніна Мікалаеўна Юдзеніч, 22 декабря 1924, Ташкент — 22 января 2010) — белорусский музыковед

, педагог. Кандидат искусствоведения (1954).

## Биография
Окончила Ленинградское музыкальное училище в 1944 году и Ленинградскую консерваторию в 1949 году (класс Х.С. Кушнарёва). В 1950–1951 годах преподавала историю советской музыки и фольклора в Ташкентской консерватории. В 1951-1954 годах училась в аспирантуре Ленинградского научно-исследовательского института театра и музыки, тема диссертации: «Русская героическая революционная песня и её традиции в советской музыке» (1954). С 1954 года преподавала на кафедре теории музыки Ташкентской консерватории, с 1964 года — доцент. Член музыковедческой секции Союза композиторов Узбекистана (1961).
В 1965-2001 годах преподавала анализ музыкальных произведений, методику обучения анализу музыкальных произведений, историю музыкально-теоретических систем, гармонию, спецкласс в Белорусской консерватории, с 1995 года — профессор. Член музыковедческой секции Союза композиторов БССР.

## Научная деятельность
Она является автором научных работ преимущественно по проблемам естественной гармонии, жанра и формы в произведениях классиков зарубежной, русской и современной музыки, статей по белорусской музыкальной культуре, в том числе о творчестве белорусских композиторов и музыковедов Л. Абелиовича, Г. Гореловой, В. Дорохина, Л. Захлевного, Л. Мухаринской, В. Серых, Э. Тырманд, Л. Шлег и других.

## Работы
- О натурально-ладовой гармонии. Мн., 1966;
- Статьи по музыкальному искусству. Мн., 1976.